# Nordkorea-Krise 2013
|  | Dieser Artikel wurde aufgrund von inhaltlichen Mängeln auf der Qualitätssicherungsseite der Redaktion Ostasien eingetragen. Dies geschieht, um die Qualität der Artikel aus dem Themengebiet Ostasien auf ein akzeptables Niveau zu bringen. Dabei werden Artikel gelöscht, die nicht signifikant verbessert werden können. Bitte hilf mit, die inhaltlichen Mängel dieses Artikels zu beseitigen, und beteilige dich bitte an der Diskussion! |

Lage der Demokratischen Volksrepublik Korea

Bei der sogenannten Nordkorea-Krise 2013 handelte es sich um eine Verschärfung der politischen Situation auf der koreanischen Halbinsel, die vom Frühjahr bis etwa Anfang Oktober andauerte. Neben Nord- und Südkorea waren hauptsächlich die mit Südkorea verbündeten Vereinigten Staaten, die mit Nordkorea verbündete Volksrepublik China sowie die Vereinten Nationen involviert.
Nach dem dritten nordkoreanischen Kernwaffentest am 12. Februar 2013 reagierte der UN-Sicherheitsrat mit einer Verschärfung der Sanktionen gegen die Demokratische Volksrepublik Korea. Deren Regierung reagierte daraufhin mit Aktionen, die von Südkorea und den Vereinigten Staaten als Provokation aufgefasst wurden. Unter anderem erfolgte die Kündigung des Waffenstillstandsvertrags von 1953, die Androhung eines „nuklearen Präventivschlages“ sowie die Schließung der Sonderwirtschaftszone Kaesŏng.
Die internationale Staatengemeinschaft, darunter auch die Volksrepublik China, traditionell ein Verbündeter Nordkoreas, verurteilten diese „Drohgebärden“ und mahnten Nordkorea zur Mäßigung. Die Vereinigten Staaten stuften jene Drohungen zwar vornehmlich als Kriegsrhetorik ein, nutzten aber dennoch die Gelegenheit zum Ausbau „defensiver Maßnahmen“ zum Schutze Südkoreas und ihrer Pazifikinseln.
Die Vorgänge ähnelten in vielen Punkten denen der westlicherseits als „Erste Nuklearkrise 1994“ bezeichneten, während der es zu Mobilmachungen in Nord- und Südkorea und der Anordnung allerhöchster Alarmbereitschaft der amerikanischen Einheiten vor Ort gekommen war.

## Vorgeschichte
Der am 11. April 2012 auf der vierten Parteikonferenz der Partei der Arbeit Koreas zum Ersten Sekretär und damit offiziell zum Parteiführer gewählte Kim Jong-un sprach in seiner Neujahrsrede 2013 von einem bevorstehenden „radikalen“ Wechsel für das Land sowie von einer möglichen Beendigung der „Konfrontation“ mit Südkorea und von einer Erhöhung des Lebensstandards der Bevölkerung, die unter anderem mit wirtschaftlichem Aufschwung in der Landwirtschaft und der Leichtindustrie einhergehen solle. In einer Plenarsitzung des Zentralkomitees am 31. März 2013 verkündete er, Nordkorea werde gleichzeitig eine neue Strategie der wirtschaftlichen Entwicklungen wie die Errichtung einer Atomstreitkraft verfolgen.

## Verlauf der Krise
Am 12. Dezember 2012 beförderte Nordkorea mit der Unha-3, einer modifizierten Weiterentwicklung der Interkontinentalrakete Taepodong-2, einen Satelliten in die Erdumlaufbahn, was von US-Experten als verschleierter militärischer Langstreckenraketentest gewertet wurde. Der UN-Sicherheitsrat verschärfte am 22. Januar 2013 die Sanktionen gegenüber Nordkorea. Am 26. Januar 2013 erging die Anweisung zur Vorbereitung des dritten nordkoreanischen Kernwaffentests.

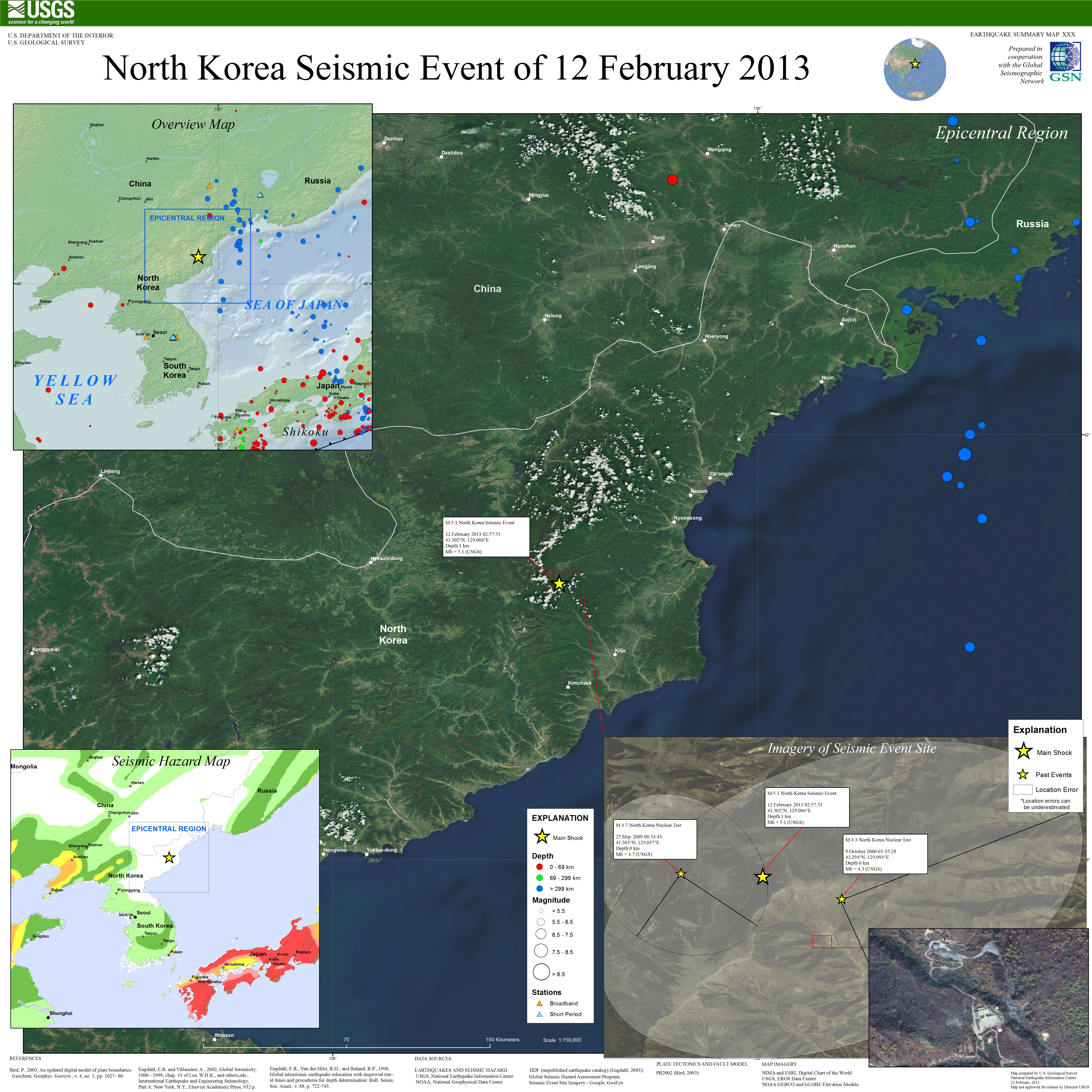
USGS-Informationsbild über die gemessenen Intensitäten des jüngsten Kernwaffentests

### Atomwaffentest im Februar 2013

Geschätzte Reichweite nordkoreanischer Raketen

Am 12. Februar 2013 gegen 12 Uhr wurde daraufhin von zahlreichen Messstationen im Umkreis des Kernwaffentestgeländes P'unggye-ri ein Beben der Stärke von 5,0 gemessen. Beobachter werten dieses als Folge eines Tests einer Kernwaffe, was daraufhin von KCNA bestätigt wurde.
Weiterhin verkündete Kim Jong-un, Nordkorea befinde sich nun mit Südkorea im Kriegszustand (de jure wurde der Kriegszustand seit dem Koreakrieg ohnehin nie aufgehoben) und drohte den Vereinigten Staaten erstmals mit einem „nuklearen Präventivschlag“.
Der UN-Sicherheitsrat veranlasste noch am gleichen Tag einstimmig, mit einer Resolution die Sanktionen gegen Nordkorea weiter zu verschärfen.

### Nordkorea „kündigt“ Waffenstillstand
Ab Anfang März 2013 begannen die USA und Südkorea mit der zwei Monate andauernden Frühjahrsfeldübung Foal Eagle. Als Reaktion auf diese Provokation kündigte am 8. März 2013 Nordkorea den seit 1953 bestehenden Waffenstillstand mit Wirkung zum 11. März 2013, was mit verstärkter Propaganda beider Seiten einherging. Unter anderem drohte man den USA mit einem Nuklearschlag. In den nächsten Wochen kam es zu militärischen Drohgebärden beider Seiten, unterstützt durch eine mediale Propagandaschlacht.

### Angekündigte Wiederinbetriebnahme von Nyŏngbyŏn
Anfang April meldeten nordkoreanische Staatsmedien, der Reaktor und die Urananreicherungsanlage der kerntechnischen Anlage Nyŏngbyŏn würden angepasst und wieder in Betrieb genommen. Nach Berechnungen des Institute for Science and International Security könnte Nordkorea dadurch in der Lage sein, im Jahr 2016 über bis zu 32 Kernwaffen zu verfügen.

### Weitere Eskalation
Am 3. April 2013 untersagte Nordkorea 484 Südkoreanern die Einreise zur gemeinsamen Industrieregion Kaesŏng, die eine Woche später offiziell geschlossen wurde. Einige Tage später empfahl Nordkorea den internationalen Diplomaten aus Sicherheitsgründen die Ausreise bis zum 10. April 2013.
Deutliche Kritik äußerte der chinesische Präsident Xi Jinping erstmals am 7. April 2013, als er das Nachbarland vor weiteren Eskalationen warnte. Auf unbestätigte südkoreanische Berichte verstärkter Aktivitäten im nordkoreanischen Kernwaffentestgelände P'unggye-ri (Punggye Ri). stationierte man in und um Tokio Patriot-Raketenabwehr-Systeme vom Typ PAC-3.
Nach weiteren Gerüchten um einen Raketenstart erhöhten die USA am 12. April 2013 ihren Verteidigungsstatus (Defense Condition) von Defcon 4 (Grün) auf Defcon 3 (Gelb).

### US-amerikanisch-chinesische Initiative
Ab dem 13. April kam es zu einer diplomatischen Initiative der Deeskalation, bei der US-Außenminister John Kerry und China gemeinsam vorgingen. In den nächsten Wochen stellten beide Seiten ihre jeweiligen Maximalforderungen, die sich besonders auf das koreanische Atomprogramm und die Wirtschaftssanktionen bezogen. Im folgenden Ränkespiel wurde auch ein seit 2012 in der Volksrepublik Korea inhaftierter amerikanischer Spion zu 15 Jahren Arbeitslager verurteilt. Entgegen dem zuvor genannten Anklagegrund erfolgte die Verurteilung wegen „feindlicher Akte,“ die der Mann in Nordkorea begangen hatte. In Washington wurde der südkoreanische Präsident als Staatsgast empfangen. Die chinesische Staatsbank Bank of China stellte am 7. Mai 2013 die Zusammenarbeit mit der Außenhandelsbank der Demokratischen Volksrepublik Korea ein und schloss deren Konten. Damit folgte China den verschärften UN-Sanktionen. Zugleich sahen Beobachter darin ein deutliches Anzeichen chinesischer Verärgerung über seinen Verbündeten. Die Auswirkungen dieses Schrittes auf den Handel zwischen beiden Ländern blieben unbekannt.

### Raketenabschüsse Mai 2013
Zu einem Wechsel an der Spitze des nordkoreanischen Verteidigungsministeriums kam es am 13. Mai 2013. Dabei wurde mit Jang Jong-nam ein bislang kaum bekannter General Nachfolger des bisherigen Verteidigungsministers General Kim Kyok-sik, der nur ein halbes Jahr im Amt gewesen war.
Zu den Auswirkungen der UN-Sanktionen auf das nordkoreanische Atomprogramm veröffentlichten die Vereinten Nationen am 14. Mai 2013 einen Bericht, dem zufolge das nordkoreanische Rüstungsprogramm durch die Maßnahmen deutlich verzögert werde.
Vom 18. bis 20. Mai 2013 testete Nordkorea drei Kurzstreckenraketen, die ins Japanische Meer geschossen wurden.

### Chinesisch-nordkoreanische Verhandlungen
Erstmals seit dem Amtsantritt von Kim Jong-un im Jahr 2010 trafen am 22. Mai 2013 in Peking mit dem Leiter des politischen Büros der nordkoreanischen Volksarmee, Choe Ryong-hae, und dem Direktor der internationalen Abteilung des chinesischen Zentralkomitees, Wang Jiarui, hochrangige Regierungsvertreter beider Staaten zusammen.
Zwei Tage später berichteten chinesische Medien, Choe Ryong-hae habe die Bereitschaft Nordkoreas erklärt, dem Wunsch Chinas nach Wiederaufnahme von Verhandlungen zum nordkoreanischen Atomprogramm zu entsprechen und darüber hinaus die wirtschaftliche Entwicklung des Landes zu fördern. Am gleichen Tag wurde die nordkoreanische Grenzstadt Sinŭiju für westliche Touristen geöffnet. Südkorea lehnte das an China übermittelte Verhandlungsangebot am 27. Mai 2013 ab, man unterband auch die vom Norden angebotene Wiedereröffnung der Sonderwirtschaftszone.

### Entspannungsphase
Seit Anfang Juni 2013 gab es seitens Nordkoreas mehrere Verhandlungsangebote zu sämtlichen Problemkreisen (auch Telefonverbindungen, Familientreffen). Mit Südkorea plante man Arbeitstreffen, die USA antworteten hinhaltend.
Im Hintergrund wirkte China in den folgenden Wochen vermittelnd, ohne dass in der diplomatischen Auseinandersetzung Fortschritte erzielt wurden. Vor dem Hintergrund des nordkoreanischen Verhandlungsangebots forderte Südkorea verschärfte Vorbedingungen für die Aufnahme von Verhandlungen, um die Ernsthaftigkeit der Verhandlungsabsichten zu gewährleisten. Neben der weiterhin lautstark betriebenen Propagandaschlacht kam es am Rande multinationaler Treffen zu Unterhandlungen.

### Verhandlungen zu  Kaesŏng
Nachdem eine weitere Verhandlungsrunde zur Wiederöffnung des Industrieparks Kaesŏng erneut ergebnislos geblieben war, deutete Nordkorea nach weiteren erfolglosen Gesprächen am 25. Juli 2013 an, den Industriepark Kaesŏng in einen Militärstützpunkt umzuwandeln.  Eine Gruppe südkoreanischer Industrievertreter reiste trotzdem am 17. August 2013 nach Kaesŏng, um die dortigen Industrieanlagen zu prüfen. Am 16. September 2013 begannen südkoreanische Mitarbeiter im Industriepark Kaesŏng mit einem Testbetrieb. Während einer internationalen Wirtschaftskonferenz Mitte Oktober 2013 in Pjöngjang verkündete die nordkoreanische Regierung Pläne zur Eröffnung weiterer Sonderwirtschaftszonen in ihrem Land.

### Weitere deeskalierende Ereignisse
Zum 60. Jahrestag des Endes des Koreakriegs wurde in Pjöngjang die größte Militärparade in der Geschichte Nordkoreas abgehalten, auf der auch Langstreckenraketen präsentiert wurden. Mit dem Vize-Staatspräsidenten Li Yuanchao nahm daran auch ein hoher Vertreter Chinas teil. Auf die Parade am Staatsfeiertag, dem 15. April hatte man verzichtet.
Nach einem entsprechenden Appell der südkoreanischen Präsidentin Park Geun-hye am 15. August 2013, wieder grenzüberschreitende koreanische Familientreffen zuzulassen, gab Nordkorea eine entsprechende Zusage. Nach Gesprächen zwischen Rot-Kreuz-Vertretern beider Länder wurden die Treffen für die Zeit vom 25. bis 30. September 2013 vereinbart, am Kŭmgangsan-Gebirge in Nordkorea. Letztendlich fanden die Treffen dann nicht statt.
Anhaltspunkte für eine Wiederinbetriebnahme des Kernreaktors Nyŏngbyŏn fanden sich auf Satellitenbildern vom 31. August 2013, berichtete das US-Korea-Institut der Johns Hopkins Universität.

### Reaktion Südkoreas
Aus Anlass des 65. Jahrestages der Gründung seiner Streitkräfte veranstaltete Südkorea am 1. Oktober 2013 in Seoul die größte Militärparade seit zehn Jahren. Daran nahmen 11.000 Soldaten mit 120 Fahrzeugen teil, die 190 Waffensysteme präsentierten. Dabei zeigte Südkorea der Öffentlichkeit erstmals seinen selbst entwickelten Marschflugkörper Hyunmu-3, der mit einer Reichweite von 1000 km Ziele in ganz Nordkorea angreifen kann. Die Parade wurde von nordkoreanischer Seite als „irrsinnige Feindseligkeit“ und „konfrontativer Zirkus“ heftig kritisiert, mit dem sich Südkorea und die Vereinigten Staaten als „Zerstörer des innerkoreanischen Dialogs“ zu erkennen gegeben hätten. Am folgenden Tag unterzeichneten die USA und Südkorea ein neues Verteidigungsabkommen, welches laut Hagels Angaben die nukleare Abschreckung Südkoreas erweiterte und die Rolle der Vereinigten Staaten als Schutzmacht des Landes bestätigte.
Ein von Japan, Südkorea und den USA gemeinsam durchgeführtes Seemanöver, unter Beteiligung des amerikanischen Flugzeugträgers George Washington, veranlasste Nordkorea, seine Truppen am 8. Oktober 2013 erneut in Alarmbereitschaft zu versetzen.

### Beruhigung
Seit dem dritten Quartal 2013 haben sich die gegenseitigen Sticheleien wieder auf das „übliche Niveau“ beschränkt. Auch noch 2014 veranstalteten die USA und Südkorea gemeinsame Manöver und fordern das Ende des nordkoreanischen Atomprogramms, Nordkorea testete Raketen. Das Kernkraftwerk Nyŏngbyŏn wurde gerüchteweise im Oktober 2013 wieder hochgefahren, obwohl die alte Anlage sicherheitstechnisch bedenklich ist. Die Internationale Atomenergie-Organisation bestätigte dies erst ein Jahr später. Entsprechende Hinweise wurden auf Satellitenbildern gefunden. Infolge der Wirtschaftssanktionen ist für Nordkorea der Zugang zum internationalen Ölmarkt erschwert.
Am 25. Oktober 2013 ließ Nordkorea sechs südkoreanische Gefangene in ihre Heimat ausreisen.
Im November 2013 ergab eine Auswertung der Bilder von Spionagesatelliten, dass Nordkorea den Ende 2012 unterbrochenen Ausbau seines Raumfahrtgeländes Tonghae wieder aufgenommen hatte. Auch von der Raketenbasis Sohae wurde über weitere Bauarbeiten berichtet.